# Vom Walker und seinem Sohn

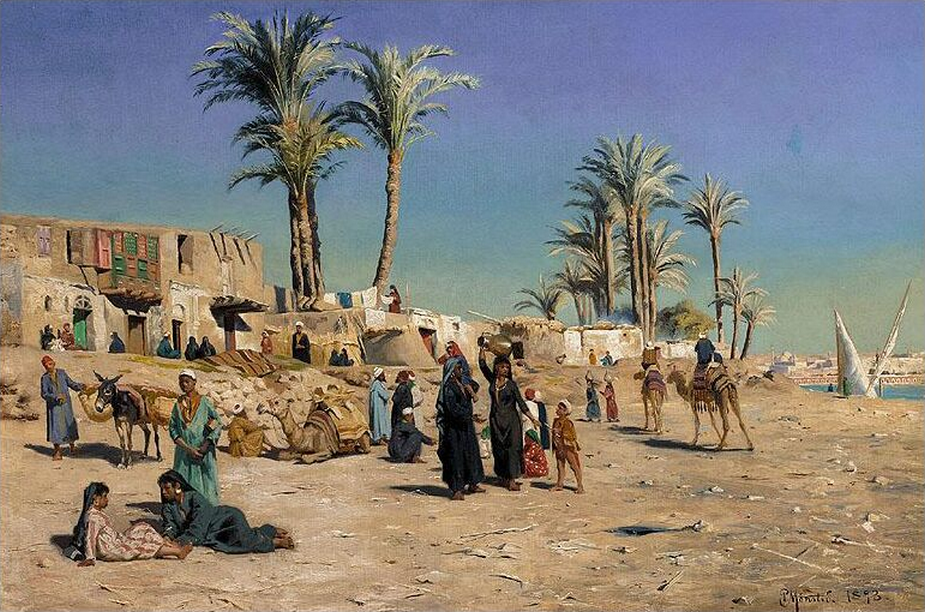
Orientalistische Flussufer-Szene. Gemälde: Peder Mønsted, 1893.

Vom Walker und seinem Sohn ist eine Geschichte aus Tausendundeiner Nacht. In der Arabian Nights Encyclopedia wird sie als ANE 184 gelistet. Sie ist eine Binnengeschichte der größeren Erzählung Die List und Tücke der Frauen (ANE 181).
Die Erzählung ist eine Anekdote über 'andere mit in den Untergang ziehen'.

## Handlung
Ein Walker pflegte jeden Tag ans Ufer des Tigris zu gehen, um dort sein Zeug zu walken. Regelmäßig kam sein Sohn mit und schwamm im Wasser, während der Vater arbeitete. Eines Tages aber verlor der Junge die Kraft und er ging im Wasser unter. Als der Vater das sah, sprang er seinem Sohn hinterher, doch klammerte sich dieser so sehr an ihn fest, dass beide ertranken. 

## Hintergrund
Die Geschichte findet sich in frühen arabischen Druckausgaben von Tausendundeine Nacht, darunter in der Bulaq I, der Breslauer Ausgabe und der Kalkutta II-Edition. Richard Francis Burton und Enno Littmann griffen für ihre Übersetzungen auf die Kalkutta II-Edition zurück; Max Habicht auf die Breslauer Ausgabe.

## Ausgaben
- Max Habicht: Tausend und eine Nacht – Arabische Erzählungen, F.W. Hendel Verlag, Leipzig 1926, 12 Bände (Erstausgabe 1824–1843, Breslauer Edition und Tunesische Handschrift), Band 11, S. 164f.
- Enno Littmann: Die Erzählungen aus den tausendundein Nächten, Insel Verlag, Frankfurt 1968 (Erstausgabe 1922–1928), 6 Bände (Kalkutta-II-Edition), Band 4, S. 268.